# Virginia Cavendish
Virginia Cavendish Moura (Recife, 25 de novembro de 1970) é uma atriz, apresentadora de televisão e produtora de cinema brasileira, mais conhecida por seu trabalho em filmes de Guel Arraes, como O Auto da Compadecida e Lisbela e o Prisioneiro. Na televisão, a atriz tornou-se mais conhecida por sua participação em Avassaladoras, como Maria Teresa, e por apresentar o programa de televisão TNT + Filme.
Começou sua carreira ainda no Recife, onde nasceu, com participações em peças de teatro de vários dramaturgos como João Falcão e Hamilton Vaz Pereira. Posteriormente, inicia uma sólida carreira no cinema, que sai dos curtas do final da década de 1980 para filmes de sucesso nacional já nas duas décadas seguintes. Sua participação em produções da TV Globo também lhe renderam maior projeção na televisão, com papéis variados em produções como Andando nas Nuvens, O Cravo e a Rosa e Da Cor do Pecado.
Em 2006, a atriz se muda para a Rede Record para protagonizar Avassaladoras, ao lado de Vanessa Lóes, Débora Lamm e Giselle Itié. Com o fim do programa após uma única temporada, ela volta à TV Globo e faz participações em mais telenovelas e seriados como Caminho das Índias e Ó Paí Ó. Ainda nesta nova fase, a atriz estreia como apresentadora de televisão no programa TNT + Filme, do canal de televisão por assinatura TNT, ao lado de Rubens Ewald Filho, que atua como comentarista.

## Biografia
Virginia Cavendish Moura nasceu na cidade do Recife, capital do estado brasileiro de Pernambuco, em 25 de novembro de 1970, filha de Romero Marinho de Moura e Sueli Pessoa Cavendish. Iniciou sua carreira nos palcos da sua cidade natal, participando de peças como A Ver Estrelas, de João Falcão, e Leve, o Próximo Nome da Terra, de Hamilton Vaz Pereira, desde os 17 anos de idade. de Walter Lima Jr., e Antígona, de Moacyr Góes. Já no colégio teve aulas de teatro com o hoje empresário Anderson Pacheco, responsável pelo chamado Trem do Forró

## Carreira

### Início da carreira (1988-1996)
No final da década de 1980, Cavendish migrou para o cinema, onde fez participações em diversos vídeos e curtas-metragens antes de entrar no circuito de cinema nacional. Nesta fase, participou de Batom, de Ana Paula Portela e de Que M... É Essa?, de Bruno Garcia e Marco Hanois, além de ter feito uma participação em Kuarup, de Ruy Guerra, no ano de 1989.
Na década de 1990, continuou a participar de curtas-metragens como Soneto do Desmantelo Blue, em 1993, e só estreou em longas ao lado de Rosemberg Cariry no filme Corisco & Dadá, de 1996.

### Projeção nacional (1996-2006)
Em 1996, a atriz participou do filme Corisco & Dadá, e em 1998 começou a participar de produções da Rede Globo. Seu primeiro papel na emissora carioca foi o de Rosália no seriado Dona Flor e Seus Dois Maridos. No mesmo ano, ela também interpretou Fernanda Peixoto na minissérie Labirinto, estrelada por Malu Mader e Fábio Assunção.
Em 1999, Virgínia continuou na TV Globo e estreou nas telenovelas da emissora com um papel em Andando nas Nuvens, uma produção das sete horas estrelada por Marco Nanini. Também neste ano, ela interpretou uma personagem que se tornou um marco na sua carreira: Rosinha, na minissérie O Auto da Compadecida, do seu marido Guel Arraes. A minissérie estrelada por Selton Mello e Matheus Nachtergaele fez sucesso na televisão e, posteriormente, foi transformada em um filme homônimo lançado por todo o país no ano seguinte.
Também em 2000, a atriz entrou no elenco de O Cravo e a Rosa, de Walcyr Carrasco, como Bárbara Maciel. As Filhas da Mãe, de Sílvio de Abreu, foi o seu trabalho seguinte na televisão. Nesse meio-tempo, Virgínia também voltou ao teatro, no qual estrelou, ao lado de Bruno Garcia, a peça Lisbela e o Prisioneiro, novamente em parceria com o seu marido, Guel Arraes.
A peça viria também a se transformar num filme de sucesso no ano de 2003, quando foi lançado por todo o país Lisbela e o Prisioneiro. Estrelado por Selton Mello e Débora Falabella, dirigido por Guel Arraes, o filme contou com a presença de Cavendish como a fogosa Inaura. Nele, Virginia Cavendish fez sua estreia como produtora de filmes.
Em 2004, Virgínia voltou à televisão com uma participação especial na telenovela Da Cor do Pecado e, na sequência, entrou no elenco regular do seriado Mandrake, estrelado por Marcos Palmeira e exibido pela HBO. Cavendish interpretava Verônica, a secretária de Mandrake que quase se envolveu com ele. Em 2005, a atriz também fez participações em Começar de Novo e Carga Pesada. Integra, neste ano, o júri do Cine Pernambuco - Festival do Audiovisual.
No ano de 2005 sua mãe Sueli fez, a seu pedido, a tradução da peça Collected Stories: A Play, de Donald Margulies; na ocasião a versão brasileira recebeu o título de "Comendo Entre as Refeições" e teve a atriz no papel da protagonista Lisa Morrison, e Aracy Balabanian como Ruth Steiner; a mesma peça já havia sido adaptada anteriormente, e recebera o título de Histórias Roubadas. Sob direção de Walter Lima Júnior estreou em dezembro daquele ano, no Teatro das Artes, no Rio de Janeiro.

### Projetos recentes (2006-presente)

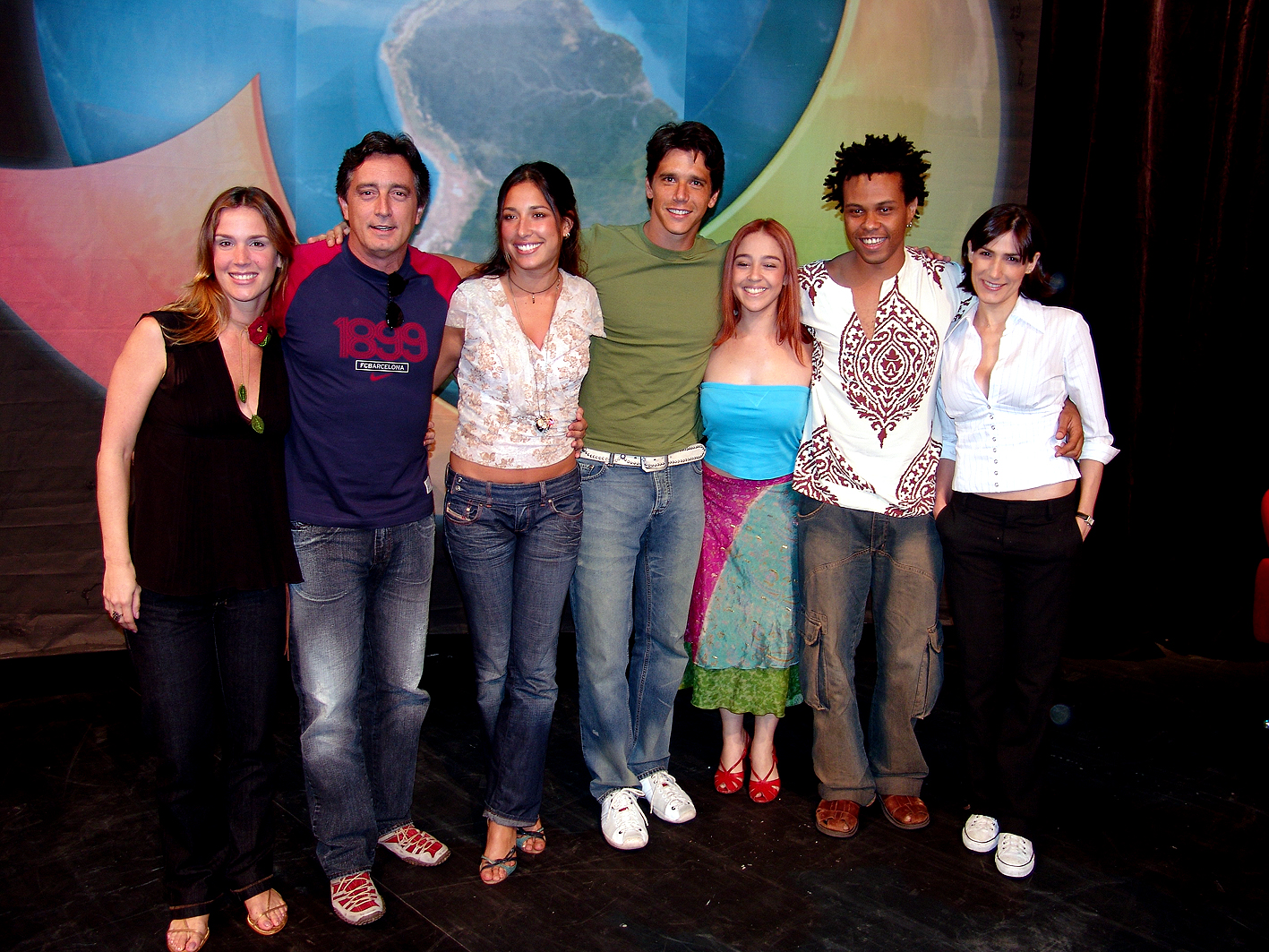
Virgínia Cavendish e o elenco de Avassaladoras - A Série

Em 2006, Virginia trocou de emissora. Neste ano, ela saiu da Rede Globo e migrou para a Rede Record para estrelar o seriado Avassaladoras, baseado no filme homônimo de 2001 estrelado por Giovanna Antonelli. O programa contava com participações de Vanessa Lóes, Débora Lamm e Giselle Itié, e também era dirigido por Mara Mourão, assim como fora o filme.
Inicialmente, a atriz havia sido convidada para interpretar Beth (personagem que ficou a cargo de Débora Lamm), mas pediu à diretora Mara Mourão que pudesse interpretar uma das outras protagonistas. "Eu fui convidada inicialmente para fazer a Beth, justamente uma mulher fatal. Mas pedi para fazer um papel diferente", disse em entrevista ao portal Terra. Ela então passou a interpretar Maria Teresa, uma workaholic.
No ano seguinte, retornaria a personagem Verônica, quando a HBO encomendou a produção de cinco novos episódios da série Mandrake, visando completar a primeira temporada exibida em 2004
Depois do cancelamento de Avassaladoras após uma única temporada por parte da Rede Record, e do fim do seu casamento de dez anos com Guel Arraes, Cavendish voltou à TV Globo em 2008, participando de um episódio de Casos e Acasos, ao lado de Herson Capri, e fez uma participação especial no seriado Ó Paí Ó como a produtora Hipólita. Sobre a personagem, a atriz declarou ao site O Fuxico que "estava com saudade de trabalhar com sotaque" e "que fazer uma baiana arretada seria maravilhoso". Em 2009, a atriz também veio a interpretar Selma Magalhães na telenovela Caminho das Índias, de Glória Perez. A personagem era cunhada da vilã Yvone, interpretada por Letícia Sabatella, e participou de apenas alguns dos episódios finais.
Além de ter voltado para a emissora carioca, a atriz também estreou como apresentadora de televisão no canal de televisão por assinatura TNT, por meio do programa TNT + Filme. O programa faz uma espécie de jogo com os telespectadores, tentando incitá-los a descobrir o filme referido no episódio por meio de pistas deixadas ao longo do mesmo durante as reportagens. Rubens Ewald Filho é o comentarista do programa e faz a revelação final sobre o filme em questão.

## Vida pessoal
Em 1993, nasceu a filha Luisa Arraes, de seu casamento com o conterrâneo Guel Arraes, diretor de cinema e televisão. Em 2001, Virginia e o marido se separaram, após terem sido casados por dez anos. A separação não impediu que convidasse Guel para dirigi-la em Lisbela e o Prisioneiro, filme que estava produzindo e no qual atuaria. Em 2003, começou a namorar o diretor de arte Toni Vanzolini, com quem manteve um relacionamento por cinco anos.

## Filmografia

### Televisão
| Ano     | Título                        | Personagem                                   | Notas                                            |
| ------- | ----------------------------- | -------------------------------------------- | ------------------------------------------------ |
| 1998    | Dona Flor e Seus Dois Maridos | Rosália                                      | [ 5 ]                                            |
| 1998    | Labirinto                     | Fernanda Peixoto                             | [ 5 ]                                            |
| 1999    | O Auto da Compadecida         | Maria Rosa Noronha de Brito Morais (Rosinha) | [ 5 ]                                            |
| 1999    | Andando nas Nuvens            | Patrícia                                     | [ 5 ]                                            |
| 2000    | O Cravo e a Rosa              | Bárbara Maciel                               | [ 5 ]                                            |
| 2001    | As Filhas da Mãe              | Maria Leopoldina                             | [ 20 ]                                           |
| 2004    | Da Cor do Pecado              | Livinha                                      | [ 21 ]                                           |
| 2004    | A Grande Família              | Maria Padilha                                | Episódio: "A Morte do Bom Velhinho"              |
| 2004    | Começar de Novo               | Virgínia                                     | [ 20 ]                                           |
| 2005    | Carga Pesada                  | Marta                                        | Episódio: "O Lobisomem"                          |
| 2005    | Mandrake                      | Verônica                                     | [ 5 ]                                            |
| 2006    | Avassaladoras                 | Maria Teresa                                 | [ 13 ]                                           |
| 2007-10 | TNT + Filme                   | Apresentadora                                | [ 22 ]                                           |
| 2007    | Super Sincero                 | Moça no cinema                               | Episódio: "A Namorada"                           |
| 2008    | Ó Paí Ó                       | Hipólita                                     | Episódio: "Brega"                                |
| 2008    | Casos e Acasos                | Luciana                                      | Episódio: "O Diagnóstico, o Fetiche e a Bebida"  |
| 2009    | Caminho das Índias            | Selma Magalhães                              | [ 14 ]                                           |
| 2010    | Malhação ID                   | Linda Glitter                                | [ 21 ]                                           |
| 2010    | A Grande Família              | Clarisse                                     | Episódio: "Desejo & Repartição"                  |
| 2011    | Malhação Conectados           | Helena                                       | [ 25 ]                                           |
| 2011    | Homens de Bem                 | Cristina                                     | Especial de fim de ano                           |
| 2014    | As Canalhas                   | Sandra                                       | Episódio: "Celina, A Mãe Dedicada"               |
| 2016    | Nada Será Como Antes          | Carmem Veiga                                 | [ 28 ]                                           |
| 2016    | A Cara do Pai                 | Carmem Cavalcante                            | Episódio: "Partiu Reveillon"                     |
| 2017-19 | A Vida Secreta dos Casais     | Miranda                                      | [ 29 ]                                           |
| 2021    | Gênesis                       | Najla                                        | Fase: Jornada de Abraão                          |
| 2021    | Desjuntados                   | Joana                                        | Episódios: "Desmoronar" "Deslumbrar" "Despertar" |
| 2024    | Da Ponte Pra Lá               | Leila Bianchi                                | 6 episódios                                      |

### Cinema
| Ano  | Título                    | Personagem                                   | Notas          |
| ---- | ------------------------- | -------------------------------------------- | -------------- |
| 1988 | Batom                     |                                              | [ 7 ]          |
| 1989 | Que M... É Essa?          | Irmã de Tânia                                | [ 7 ]          |
| 1989 | Kuarup                    |                                              | [ 7 ]          |
| 1993 | Soneto do Desmantelo Blue | Jovem no carnaval                            | Curta-metragem |
| 1996 | Corisco & Dadá            | Lídia de Zé Baiano                           | [ 7 ]          |
| 2000 | O Auto da Compadecida     | Rosinha                                      | [ 7 ]          |
| 2003 | Lisbela e o Prisioneiro   | Inaura                                       | [ 7 ]          |
| 2015 | Califórnia                | Cris                                         | [ 32 ]         |
| 2015 | Até que a Casa Caia       | Ciça                                         | [ 33 ]         |
| 2016 | Através da Sombra         | Laura                                        | [ 34 ]         |
| 2022 | Diário de Viagem          | Regina                                       | [ 35 ]         |
| 2024 | O Auto da Compadecida 2   | Maria Rosa Noronha de Brito Morais (Rosinha) | [ 36 ]         |

## Teatro
| Ano     | Título                           | Personagem     | Ref.   |
| ------- | -------------------------------- | -------------- | ------ |
| 1989    | Fêmeas                           | Júlia          |        |
| 1990    | A Ver Estrelas                   | Bruxa          | [ 37 ] |
| 1994    | Édipo Rei                        | Jocasta        |        |
| 1994-95 | Antígona                         | Coro           |        |
| 1995-97 | O Burguês Ridículo               | Lucille        |        |
| 2000-01 | Lisbela & o Prisioneiro          | Lisbela        |        |
| 2004    | A Leve - O Próximo Nome da Terra | Frederica      | [ 38 ] |
| 2006    | Comendo Entre as Refeições       | Lisa           |        |
| 2006-08 | Hedda Gable                      | Hedda Gable    | [ 39 ] |
| 2014-16 | Não Vamos Pagar!                 | Antônia        | [ 40 ] |
| 2016    | O Inferno em Mim                 | Lívia          | [ 41 ] |
| 2017    | Luís Antonio-Gabriela            | Maria Cristina |        |
| 2017-18 | O Rio                            | Mulher         |        |
| 2022    | Terremotos                       | Sarah          |        |
| 2022-23 | Mary Stuart                      | Mary Stuart    |        |

## Prêmios e indicações
| Ano  | Associações                                   | Categoria                         | Nomeações               | Resultado |
| ---- | --------------------------------------------- | --------------------------------- | ----------------------- | --------- |
| 2001 | Prêmio Qualidade Brasil - RJ                  | Melhor Atriz Teatral Comédia      | Lisbela e o Prisioneiro | Indicada  |
| 2003 | Prêmio Arte Qualidade Brasil - SP             | Melhor Atriz Coadjuvante - Cinema | Lisbela e o Prisioneiro | Venceu    |
| 2003 | Prêmio Arte Qualidade Brasil - RJ             | Melhor Atriz Coadjuvante - Cinema | Lisbela e o Prisioneiro | Venceu    |
| 2004 | Grande Prêmio do Cinema Brasileiro            | Melhor Atriz Coadjuvante          | Lisbela e o Prisioneiro | Indicada  |
| 2004 | Prêmio Guarani de Cinema Brasileiro           | Melhor Atriz Coadjuvante          | Lisbela e o Prisioneiro | Indicada  |
| 2005 | Blockbuster Entertainment Awards              | Melhor Atriz de Comédia           | Lisbela e o Prisioneiro | Indicada  |
| 2015 | Festival de Cinema Fantástico de Porto Alegre | Melhor Atriz                      | Através da Sombra       | Venceu    |
| 2015 | Fest Aruanda do Audiovisual Brasileiro        | Melhor Atriz                      | Através da Sombra       | Venceu    |